# Sansone (film 1961)
Sansone è un film del 1961, diretto da Gianfranco Parolini.

## Trama
Il perfido consigliere di corte Warkalla s'impadronisce del trono e dei beni della regina Mila, e la spodesta sostituendola con la bella ma insignificante Romilda.
In aiuto viene chiamato Sansone che si unisce a Mila e ai ribelli per riconquistare il regno di Sulan, e cacciare Romilda e Warkalla.